# Deily Gómez
Deily Gómez Espinoza ist eine costa-ricanische Fußballschiedsrichterin.
Seit 2023 steht Gómez auf der Liste der FIFA-Schiedsrichter und leitet internationale Fußballpartien.
Bei der U-17-Weltmeisterschaft 2024 in der Dominikanischen Republik leitete Gómez zwei Gruppenspiele.